# Строджер, Боб
Роберт Ти Строджер (англ. Robert T. Stroger) известный как Боб Строджер; 27 декабря 1930 года, Хейтай, Миссури, США  — американский блюзовый бас-гитарист, певец, автор песен. Лауреат Blues Music Awards в категории «Блюзовый бас-гитарист» (2008, 2010, 2011, 2013, 2024, 2025), многократный номинант в той категории (1997, 2003—2007, 2009, 2014, 2015, 2017, 2018, 2023). Член Зала славы блюза (2025).

## Биография
Родился на ферме близ Хейтая, Миссури. Его мать умерла, когда ему было пять лет, и он почти не учился в школе, будучи вынужденным собирать хлопок. Музыкой до переезда в Чикаго особо не интересовался. 
В 1947 году переехал вместе с семьёй в Чикаго, и будучи вдохновлён жизнью ночного клуба Silvio's (он жил рядом и мог видеть из окна таких звёзд, как Мадди Уотерс и Хаулин Вулф) решил попробовать себя в музыке — лишь в 21 год. Ещё больше он был впечатлён устроившись водителем к собственному шурину, который тогда играл на гитаре в группе Джей Би Хатто. При помощи Кэлвина «Fuzz» Джонса и Боба Андерсона, научился играть на гитаре, настроенной на октаву ниже, как бас-гитара, а затем купил собственную. После Строджер сформировал семейную группу Red Tops. После того, как им удалось пригласить в качестве певца Вилли Кента, Строджер взял себе псевдоним Джо Рассел, а группу переименовали в  Joe Russell and the Blues Hustlers. Группа выступала с переменным успехом в клубах Чикаго; также он играл с иными музыкантами, в нескольких небольших блюзовых, R&B и джазовых группах в Чикаго, в частности играл джаз в группе Руфуса Формана. Переломным моментом стала встреча Строджера с Эдди Кингом в конце 1950-х, который присоединился к группе Формана как гитарист, а Строджер переквалифицировался в бас-гитаристы. В течение 15 лет Строджер играл в группе Кинга. Когда Кинг в 1973 году уехал из Чикаго, Строджер оставил музыку на пару лет, но в 1975 году его порекомендовали Отису Рашу, с которым он записал два альбома и гастролировал по Европе в 1980-е годы. Затем Строджер стал сессионным музыкантом, в конце 1980-х записывался и гастролировал со многими музыкантами, среди них например Санниленд Слим, Mississippi Heat, Марк Хаммел. В начале 1990-х присоединился к Оди Пейну в постоянном составе гастрольной группы American Blues Folk Festivals. По настоянию Санниленда Слима он начал петь, и впервые записался как вокалист в 1993 году на одном треке компакт-диска Mississippi Heat, а затем на немецком компакт-диске, приписанном Big Four Blues Band (со Стивом Фройндом, Робертом Ковингтоном и Сэмом Буркхардтом).
В 1997 году впервые номинировался на звание лучшего блюзового бас-гитариста Blues Music Awards, а с начала 2000-х редкая церемония обходилась без включения его в состав номинантов; пять раз он объявлялся победителем этой номинации.  
Свой первый сольный альбом In the House: Live at Lucerne, vol. 1  Боб Строджер выпустил в 72-летнем возрасте в Германии. В 2007 году вышел ещё один альбом музыканта, а последний на сегодняшний день альбом That's My Name, записанный с бразильской группой Headcutters, Боб Строджер выпустил в США в 2022 году, в 91-летнем возрасте. Группа Headcutters, с участниками которой Строджер познакомился в 2009 году, его усилиями в 2014 году перебралась в США, и стала постоянно аккомпанирующей группой Строджера. Альбом был охарактеризован как «дымный, бесшабашный и алхимический альбом, в котором представлены бас Строджера и восхитительно сырой вокал»
В 2025 году введён в Зал славы блюза, став самым старшим включённым в этот зал за всю его историю, и в этом возрасте активно гастролирует Дважды лауреат премию журнала Living Blues в номинации «Лучший бас-гитарист»
Как сессионный музыкант Боб Строджер записывался с такими музыкантами, как Джимми Роджерс, Эдди Тейлор, Эдди Клируотер, Санниленд Слим, Луизиана Ред, Бастер Бентон, Хоумсик Джеймс, Mississippi Heat, Снуки Прайор, Оди Пейн, Фред Белоу, Вилли «Big Eyes» Смит, Билли Дейвенпорт, Кэри Белл, Пайнтоп Перкинс.
Живёт в Чикаго.
Сам Строджер в интервью журналу DownBeat говорил про свой стиль: «Многие люди думают что я smooth-басист, потому что я играю много нот хроматической гаммы, и это способ сделать звук мягким, и оттуда и мой стиль. Я думаю что это всё идёт от джазовых нот и всего такого на контрабасе»
«Вокал Строджера обладает расслабленным, неторопливым, самоуверенным качеством, которое было практически забыто в современном мире блюза». 

## Дискография
| Год  | Название                              | Лейбл            |
| ---- | ------------------------------------- | ---------------- |
| 2002 | In the House: Live at Lucerne, vol. 1 | Crosscut Records |
| 2007 | Bob Is Back in Town                   | Airway Records   |
| 2022 | That's My Name                        | Delmark Records  |